# Лебёдкина, Ксения Сергеевна
Ксения Сергеевна Лебёдкина (бел. Ксенiя Сяргееўна Лябёдкiна; род. 18 февраля 2002, Минск, Беларусь) — белорусская волейболистка, нападающая (диагональная и доигровщица), мастер спорта Республики Беларусь.

## Биография
Начала заниматься волейболом в СДЮШОР волейбольного клуба «Минск». Первый тренер — И.И.Сидельникова. В 2018—2019 обучалась в минском РГУОР и играла за команду училища в чемпионате Беларуси. С 2019 на протяжении двух сезонов выступала за «Минчанку»-2 в чемпионате Беларуси и Молодёжной лиге чемпионата России. В 2021 выиграла «бронзу» национального первенства и «золото» российской Молодёжной лиги. С 2020 играла за основной состав ВК «Минчанка», с которым в 2021 стала чемпионкой Беларуси. В 2023 заключила контракт с российским ВК «Тулица».
В 2017—2021 играла за сборные Беларуси разных возрастов. В составе молодёжной сборной страны стала бронзовым призёром чемпионата Европы 2020, участницей молодёжных чемпионата мира 2021 и Европы 2018, чемпионатов мира (2017, 2019), Европы (2018) и Европейского юношеского олимпийского фестиваля (2019) среди девушек, чемпионата Европы среди младших девушек 2017.

## Игровая карьера
- 2018—2019 —  РГУОР (Минск);
- 2019—2021 —  «Минчанка»-2 (Минск);
- 2020—2023 —  «Минчанка» (Минск);
- с 2023 —  «Тулица» (Тула).

## Достижения

### Клубные
- двукратная чемпионка Беларуси — 2022, 2023;
  - бронзовый призёр чемпионата Беларуси 2021.
- победитель розыгрыша Кубка Беларуси 2021;
  - серебряный призёр Кубка Беларуси 2022.
- чемпионка (2021) и серебряный призёр (2020) Молодёжной лиги чемпионата России.

### С молодёжной сборной Беларуси
- бронзовый призёр чемпионата Европы 2020

### Индивидуальные
- 2017: лучшая доигровщица (одна из двух) чемпионата Европы среди младших девушек.
- 2020: лучшая доигровщица (одна из двух) молодёжного чемпионата Европы.
- 2021: MVP (самый ценный игрок) Молодёжной лиги чемпионата России.